# Centralisering
Centralisering är en förskjutning av makt eller ansvar i höjdled och innebär en förändring i förhållandet mellan de territoriella nivåerna i den offentliga organisationen eller i ett abstrakt system. Politisk eller administrativ makt och kompetens flyttas från institutioner på låg nivå till centrala institutioner på högre nivå. I ett ansvarssystem innebär en centralisering att ett ökat ansvar förskjuts till de centrala instanserna från de perifera. Motsatsen till centralisering är decentralisering. 
Den politiska makten som kan centraliseras är regleringsmakt, huvudmannaskap och finansiering. Ett exempel på centralisering av regleringsmakt är att ramlagar avskaffas och styrande lagstiftning införs.

## Historia
Centralisering blev först introducerad i Qindynastin i Kina. Qinregeringen var mycket byråkratisk och administrerad av en hierarki av tjänstemän, som alla tjänade den förste kejsaren Qin Shi Huang.
Qindynastin utövade allt det Han Fiezi lärde ut, vilket gav Qin Shi Huang möjligheten att äga och kontrollera alla hans territorium, även de som han erövrat i andra länder. Zheng och hans rådgivare avslutade feodalismen i Kina, genom att etablera nya lagar och regleringar under en centraliserad och byråkratisk regering, med en stel centralisering av auktoritet. Genom detta system blomstrade både  militären och regeringen. Begåvade personer kunde nu enklare identifieras och bli utvalda för att bli tränade i specialiserade funktioner.

## Centralisering i organisationer
Centralisering av organisationer har både för- och nackdelar. Beroende på organisationens storlek och inom vilken bransch organisationen verkar finns det argument för respektive emot en centraliseringsstrategi.
Inom organisationsteori definieras centralisering inom organisationer som graden av auktoritär hierarki och graden av delaktighet i beslutsfattandet.[källa behövs] De här aspekterna reflekterar hur fördelningen är av ansvar genom hela organisationen.
Centralisering är vanligt i mindre organisationer där ägaren eller en grupp själva leder företaget. Funktionsorganisation är en typisk sådan, där mycket information hamnar hos ledaren som hanterar många koordineringsuppgifter. Vanligt förekommande är att organisationer decentraliserar sig då organisationen växer och ledaren tilldelas ett ogripbart antal beslutsfattanden.
Likväl kan organisationer som befinner sig i en situation nära konkurs, välja att avveckla den decentraliserade strukturen och istället centralisera sig. Detta för att centralisering kan innebära besparingar i administrationen samt att centralisering gör det möjligt till snabba beslut.

### Argument för centralisering av organisationer
- Ledningen får god överblick och kan på ett lättare sätt styra organisationen i en bestämd riktning.[4]
- Vid olika kriser kan ledningen ta betydligt snabbare beslut än vid decentralisering.[4]
- I en centraliserad organisation kan man säkerställa att de mest kompetenta ledarna med stor erfarenhet från organisationen behåller beslutsbefogenheten.[4]
- Genom en centraliserad organisation finns det möjlighet att göra besparingar inom administrationen i och med att hela organisationens administration är centrerad till en enhet.[4]
- Det är lättare att undvika dubbelarbete i en centraliserad organisation i och med att allt arbete är koordinerat från en styrande enhet.[6]
- En centraliserad organisation kan utnyttja stordriftsfördelar som till exempel ett gemensamt IT-system, vilket är kostnadseffektivt i sig.[6]
- Centralisering ger en bra överblick över organisationens ekonomiska situation.[5]
- Suboptimering kan undvikas i större utsträckning än i en decentraliserad organisation.[6]

### Argument mot centralisering
- I större organisationer finns det en risk för att ledningen blir överbelastad.[4]
- Arbetsmoralen tenderar att vara bättre i decentraliserade organisationer.[4]
- Det kan bli svårt att se ekonomiska resultat för olika avdelningar inom företaget.[4]
- Stora centraliserade organisationer riskerar att bli tröga i beslutsprocessen när det gäller operativa frågor i produktionen.[4]

### Kännetecken för centralisering i ledningen
- Chefer koncentrerar sig på och förbehåller sig rätten till beslutsfattande.
- Besluten tas av den högsta ledningen med hjälp av andra ledningsnivåer.
- Mellanchefer gör uppgifter som är riktade och kontrollerade av toppchefer.[7]

## Centralisering inom politiken
En vanlig centralisering inom politiken är att man flyttar beslutsförmågan från lägre instanser till de högre upp i hierarkin, exempelvis från kommunal nivå till statlig nivå. Under 1900-talet trodde man i bland annat Sverige att en centraliserad politik var rätt väg att gå, att besluten ska tas på nationell nivå.[källa behövs] I svensk politik har delar av beslutstagandet decentraliserats. Ett exempel är kommunaliseringen av skolan.